# Teraterythrops parva
Teraterythrops parva är en kräftdjursart som först beskrevs av John Todd Zimmer 1914.  Teraterythrops parva ingår i släktet Teraterythrops och familjen Mysidae. Inga underarter finns listade i Catalogue of Life.